# Louis Radius
Louis Radius, né le 9 décembre 1979 à Suresnes, est un athlète français qui participe à la fois aux compétitions handisport mais aussi celles réservées aux valides. Il est médaillé de bronze à l'épreuve du 1500 m (catégorie T38 hémiplégique) aux Jeux paralympiques d'été de 2016.

## Biographie

### Jeunesse
Louis Radius a une hémiplégie depuis sa naissance qui se traduit essentiellement par des problèmes de motricité et une absence de sensibilité au chaud et au froid du côté gauche. 
Sportif dès son plus jeune âge, il commence la danse à l'âge de 4 ans puis décide de pratiquer le tennis mais également le football américain. 
A l'âge de 13 ans, il commence la course à pied pour se rendre chez son ami qui habite à quelques kilomètres de son domicile. Ce dernier lui lance des défis en le chronométrant sur chaque trajet.
En 1996, sa mère décide de l'inscrire au Club d'athlétisme de Croisy sur Seine dans lequel il y avait à l'époque le champion de France du 800 m et la championne de France du 10 km qui l'ont largement inspiré dans sa volonté de se consacrer intensivement à l'athlétisme.

### Carrière sportive
Louis Radius commence par pratiquer le sprint pendant 1 an avant de se consacrer aux courses de fond et demi-fond.
Malgré son handicap, il a la particularité de courir également chez les valides. Il découvre le handisport en 2006 en intégrant l'Equipe de France pour les Championnats du monde d'athlétisme handisport d'Assen (Pays Bas) en 2006.
En para-athlétisme, Louis Radius concourt dans la catégorie T38 qui est destinée aux athlètes présentant une asymétrie et une coordination légèrement réduites au niveau des mouvements musculaires.  Dans cette catégorie, il a remporté 8 médailles internationales dont 2 médailles d'or et 2 médailles d'argent aux Championnat d'Europe, 2 médailles d'argent et 1 médaille de bronze aux Championnat du monde et enfin 1 médaille de bronze aux Jeux paralympiques.
En mars 2023, il a été victime d'un accident vasculaire cérébral (AVC) et a été hospitalisé pendant 1 mois. Néanmoins, il n'a pas eu de séquelles à la suite de cet accident et après une période de convalescence de 3 mois, il a repris avec succès plusieurs épreuves de Cross-Country.

### Carrière professionnelle et engagement pour la cause du handicap
En parallèle de sa pratique de l'athlétisme, il est également professeur de sport et cadre d'Etat au sein du Ministère de la Jeunesse et des Sports et de la Vie Associative,.
Il s'est fortement engagé pour sensibiliser les gens à la cause du handicap. A cet égard, il intervient bénévolement dans les collèges et lycées pour parler aux enfants du handicap et du sport de haut niveau comme lors de sa visite au collège Jean Zay à Niort en avril 2023. 

## Palmarès

### Jeux Paralympiques
- Finaliste aux Jeux paralympiques de Pékin  Chine (7ème place)
- Médaille de bronze sur 1500m[10] (T38) aux Jeux paralympiques d'été de 2016 à Rio  Brésil
- 7e sur 1500 m (T38) aux Jeux paralympiques d'été de 2020 à Tokyo ( Japon)

### Championnats du Monde
- Médaille d'argent sur 1500m[11] (T38) en 2015
- Médaille de bronze sur 800m[12] (T38) en 2015
- Médaille d'argent sur 1500 m (T38) en 2017
- 6e sur 800 m (T38) en 2017
- 7e sur 1500m (T38) en 2019

| Épreuve / Édition     | 800m   | 1500m  |
| --------------------- | ------ | ------ |
| Mondiaux 2015 Doha    | Bronze | Argent |
| Mondiaux 2017 Londres | 6e     | Argent |

Légende :
 : deuxième place, médaille d'argent
 : troisième place, médaille de bronze

### Championnats d'Europe
- Médaille d'argent sur 1500 m (T38) en 2018
- Médaille d'or sur 1500m[13] (T38) en 2016
- Médaille d'or sur 800m[14] (T38) en 2016
- Médaille d'argent sur 1 500 m (T38) en 2014

| Épreuve / Édition    | 800m | 1500m  |
| -------------------- | ---- | ------ |
| Europe 2014 Swansea  | -    | Argent |
| Europe 2016 Grosseto | Or   | Or     |
| Europe 2018 Berlin   | -    | Argent |

Légende :
 : première place, médaille d'or
 : deuxième place, médaille d'argent
- : Louis Radius n'a pas participé à cette épreuve

## Citation
Louis Radius a pour devise « Le sport, un outil pour une vie ».

## Distinctions
- Chevalier de l'ordre national du Mérite le 1er décembre 2016[15]
- Médaille de la jeunesse, des sports et de l'engagement associatif, argent